# Jean-Philippe Dayraut

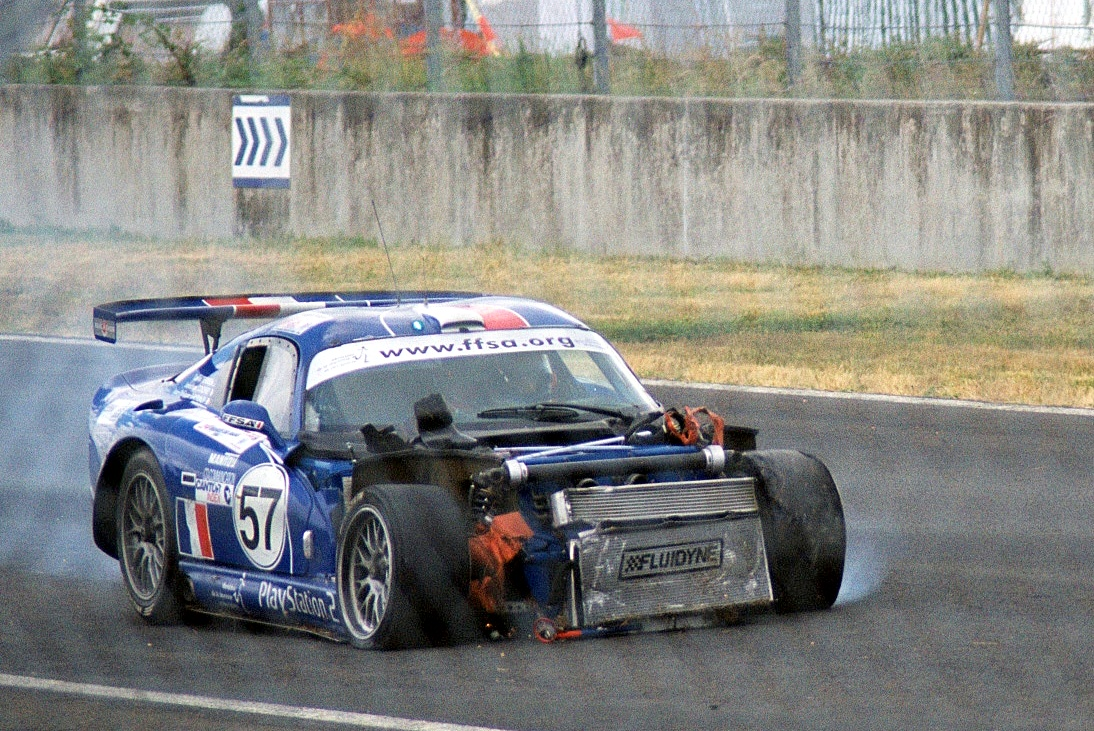
Unfall in der vierten Runde beim 24-Stunden-Rennen von Le Mans 2001, der stark beschädigte Chrysler Viper GTS-R von Jonathan Cochet, David Terrien und Jean-Philippe Dayraut

Jean-Philippe Dayraut (* 14. April 1970 in Toulouse) ist ein ehemaliger französischer Autorennfahrer und Motorsportfunktionär. Er ist der Sohn des ehemaligen Paris-Dakar-, Rallycross und Autocross-Rennfahrers Jean-Claude Dayraut.

## Karriere im Motorsport
Jean-Philippe Dayraut begann seine Karriere Ende der 1990er-Jahre im französischen Monopostosport. 1999 gewann er die Gesamtwertung der Formula France, einer französischen Nachwuchsserie. Im folgenden Jahr stieg er in den Tourenwagensport ein und wurde in kurzer Zeit zu einem der Spitzenfahrer der französischen Meisterschaft. Nach dem zweiten Gesamtrang hinter William David 2000, folgte 2001 der Meisterschaftserfolg.
Im weiteren Verlauf der Karriere war Dayraut in den unterschiedlichsten Rennserien aktiv. Er wurde 2004 Meister im Peugeot RC Cup und feierte Erfolge im Porsche Carrera Cup Frankreich, der Renault Mégane Trophy und der französischen GT-Meisterschaft.
Internationale Einsätze hatte er in der International GT Open, wo er 2010 Zweiter der GTS-Klasse wurde und beim 24-Stunden-Rennen von Le Mans, wo er 2001 eine Chrysler Viper GTS-R bis zum Ausfall durch Unfall pilotierte. 2013 ging er bei zwei Rennen der Tourenwagen-Weltmeisterschaft und wurde durch seine vier Gesamtsiege hinter Yvan Muller zum zweiterfolgreichster Starter der Trophée Andros.
Neben seinen Renneinsätzen ist Dayraut auch als Funktionär aktiv. So ist er unter anderem Manager des Circuit d’Albi.

## Statistik

### Le-Mans-Ergebnisse
| Jahr | Team                  | Fahrzeug             | Teamkollege     | Teamkollege   | Platzierung | Ausfallgrund |
| ---- | --------------------- | -------------------- | --------------- | ------------- | ----------- | ------------ |
| 2001 | Equipe de France FFSA | Chrysler Viper GTS-R | Jonathan Cochet | David Terrien | Ausfall     | Unfall       |